# 大眼鮄杜父魚
大眼鮄杜父魚，為輻鰭魚綱鮋形目杜父魚亞目杜父魚科的其中一種，為溫帶海水魚，分布於北太平洋日本海至阿拉斯加東南部海域，棲息深度25-925公尺，體長可達26公分，棲息在沙石底質底層水域，生活習性不明。

## 扩展阅读
維基物種上的相關：大眼鮄杜父魚